# Route nationale 33b (Madagascar)
Pour les articles homonymes, voir Route nationale 33.
La route nationale 33b (N 33b) est une route nationale s'étendant de Andranofasika jusqu'à Ambato Boeny à Madagascar.

## Description
La route nationale 33b parcourt 24 kilomètres dans la région de Boeny, au nord de Madagascar.
Elle part de la N 4 à Andranofasika et se dirige vers le sud-ouest, elle traverse Ankijabe et va jusqu'à Ambato Boeny au bord de la rivière Betsiboka.

## Parcours
- Andranofasika
- Belalitra
- Ankijabe
- Ambato Boeny